# Please Please Please (singolo)
Please Please Please è un singolo della cantante statunitense Sabrina Carpenter, pubblicato il 6 giugno 2024 come secondo estratto del sesto album in studio Short n' Sweet.
Accolto positivamente dalla critica musicale, alla 67ª edizione dei Grammy Awards il brano ha ottenuto una candidatura nella categoria canzone dell'anno.

## Antefatti
Dopo il successo commerciale del singolo Espresso, il 3 giugno 2024 la cantante ha annunciato l'arrivo del sesto LP Short n' Sweet, pubblicato il 23 agosto 2024 e, simultaneamente a questo, ha annunciato una sorpresa per i suoi fan. Successivamente, la cantante, ha reso nota la data di pubblicazione del nuovo singolo.

## Video musicale
Il 7 giugno 2024 viene pubblicato sul canale YouTube di Carpenter il video musicale ufficiale.
Il video è una continuazione del video del singolo precedente Espresso, video che termina con la protagonista che viene arrestata e che si ritrova in carcere all'inizio del video di Please Please Please.

## Tracce
Testi e musiche di Sabrina Carpenter, Amy Allen, Jack Antonoff.
Download digitale
1. Please Please Please – 3:06

Digital maxi single
1. Please Please Please (Explicit) – 3:06
2. Please Please Please (Acoustic) – 3:01
3. Please Please Please (Clean) – 3:06
4. Please Please Please (Sped Up) – 2:32
5. Please Please Please (Slowed down) – 3:30
6. Please Please Please (A cappella) – 3:06
7. Please Please Please (Instrumental) – 3:06

## Successo commerciale
Please Please Please è stato un immediato successo commerciale a livello globale, raggiungendo la prima posizione delle classifiche di Stati Uniti, Regno Unito, Australia, Nuova Zelanda e Norvegia e la top 10 in altre classifiche mondiali tra cui Canada e Svezia.
Negli Stati Uniti Please Please Please ha debuttato alla seconda posizione della Billboard Hot 100 nella settimana di pubblicazione del 22 giugno 2024. Il brano, che rappresenta il più alto debutto nella classifica ottenuto dalla cantante, è riuscito nell'intento grazie a 50,3 milioni di streaming, 7 000 download digitali venduti e 533 000 di audience radiofonica raggiunta. Il numero di streaming accumulati hanno concesso all'artista di debuttare alla prima posizione della Streaming Songs, nonché oltretutto di avere due brani nella top 3 della Hot 100, in quanto il suo precedente singolo Espresso era risalito fino al terzo gradino del podio. Così facendo, la Carpenter è diventata la prima artista solista nella storia della Billboard Hot 100 ad avere contemporaneamente due singoli, senza alcun altro artista d'accompagnamento, nella top 3 della classifica. In precedenza, solamente il gruppo musicale britannico The Beatles avevano ottenuto un tale risultato, riuscendoci nel 1964 con i brani I Want to Hold Your Hand e She Loves You. Nella settimana di pubblicazione del 29 giugno il brano ascende alla prima posizione della classifica statunitense, grazie a 50,9 milioni di streaming, 3,2 milioni di audience radiofonica e 7 000 download digitali venduti, diventando la prima numero uno della carriera della Carpenter.
Nel Regno Unito, Please Please Please è diventata la seconda numero uno nel Paese per la Carpenter. La Carpenter, in seguito, è diventata la prima artista femminile a mantenere le prime due posizioni della classifica con due suoi brani per cinque settimane consecutive, in quanto la sua precedente numero uno, Espresso, è rimasta stabile alla seconda posizione della Official Charts britannica, record ottenuto in precedenza solamente da Ed Sheeran.

## Classifiche

### Classifiche settimanali
| Classifica (2024)   | Posizione massima |
| ------------------- | ----------------- |
| Arabia Saudita      | 19                |
| Argentina           | 43                |
| Australia           | 1                 |
| Austria             | 13                |
| Belgio (Fiandre)    | 30                |
| Bolivia             | 23                |
| Brasile             | 38                |
| Canada              | 3                 |
| Cile                | 24                |
| Costa Rica          | 12                |
| Croazia             | 17                |
| Danimarca           | 8                 |
| Emirati Arabi Uniti | 2                 |
| Estonia             | 4                 |
| Finlandia           | 19                |
| Filippine           | 2                 |
| Francia             | 44                |
| Germania            | 33                |
| Grecia              | 4                 |
| Hong Kong           | 12                |
| India               | 2                 |
| Indonesia           | 3                 |
| Irlanda             | 1                 |
| Islanda             | 2                 |
| Israele             | 39                |
| Italia              | 90                |
| Lettonia            | 7                 |
| Libano              | 3                 |
| Lituania            | 11                |
| Lussemburgo         | 8                 |
| Medio Oriente       | 6                 |
| Norvegia            | 1                 |
| Nuova Zelanda       | 1                 |
| Paesi Bassi         | 6                 |
| Panama              | 20                |
| Perù                | 9                 |
| Polonia             | 28                |
| Portogallo          | 2                 |
| Regno Unito         | 1                 |
| Repubblica Ceca     | 15                |
| Slovacchia          | 25                |
| Stati Uniti         | 1                 |
| Sudafrica           | 10                |
| Svezia              | 23                |
| Svizzera            | 31                |
| Ungheria            | 38                |

### Classifiche di fine anno
| Classifica (2024) | Posizione |
| ----------------- | --------- |
| Australia         | 14        |
| Canada            | 17        |
| Danimarca         | 69        |
| Estonia           | 24        |
| Filippine         | 11        |
| Islanda           | 9         |
| Nuova Zelanda     | 10        |
| Paesi Bassi       | 60        |
| Portogallo        | 41        |
| Regno Unito       | 10        |
| Stati Uniti       | 16        |
| Svezia            | 79        |
| Svizzera          | 81        |

## Riconoscimenti
MTV Video Music Awards
- 2024 – Candidatura alla miglior regia
- 2024 – Candidatura alla miglior direzione artistica
- 2024 – Candidatura alla canzone dell'estate

Grammy Awards
- 2025 – Candidatura alla canzone dell'anno